# Semafoon

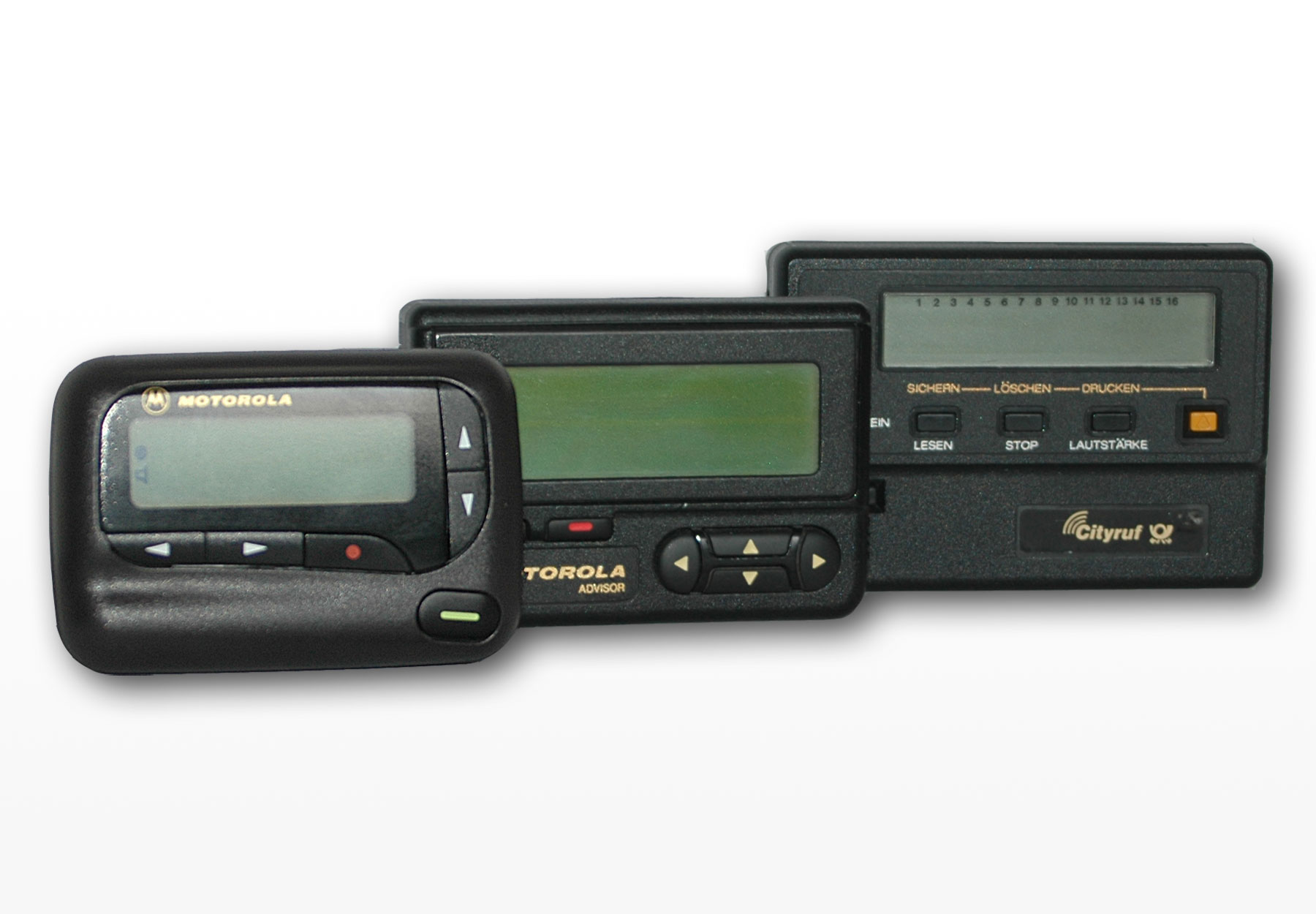
Verschillende buzzers van Motorola

Een semafoon (ook wel: bieper/pieper, pager, buzzer) is een apparaat dat kan worden gebruikt om iemand een signaal of een tekstbericht te sturen. Daarvoor is een semafoon uitgerust met één of meer telefoonnummers, die door de oproeper kunnen worden gekozen. Als reactie op de oproep wordt door de semafoon een audiosignaal afgegeven, knippert er een lampje of verschijnt er een bericht in het venster (afhankelijk van de mogelijkheden en de instellingen van de semafoon). Naast semafoons bestaan er ook zogenaamde alarmontvangers.
Een semafoon voor lokaal gebruik werkt met lokale radiosignalen, bijvoorbeeld toegepast in een restaurant waar deze aan een klant wordt meegegeven om hem te melden dat hij de bereide maaltijd kan afhalen.

## Geschiedenis
De eerste semafoons kwamen begin jaren vijftig in gebruik.

### Nederland en België

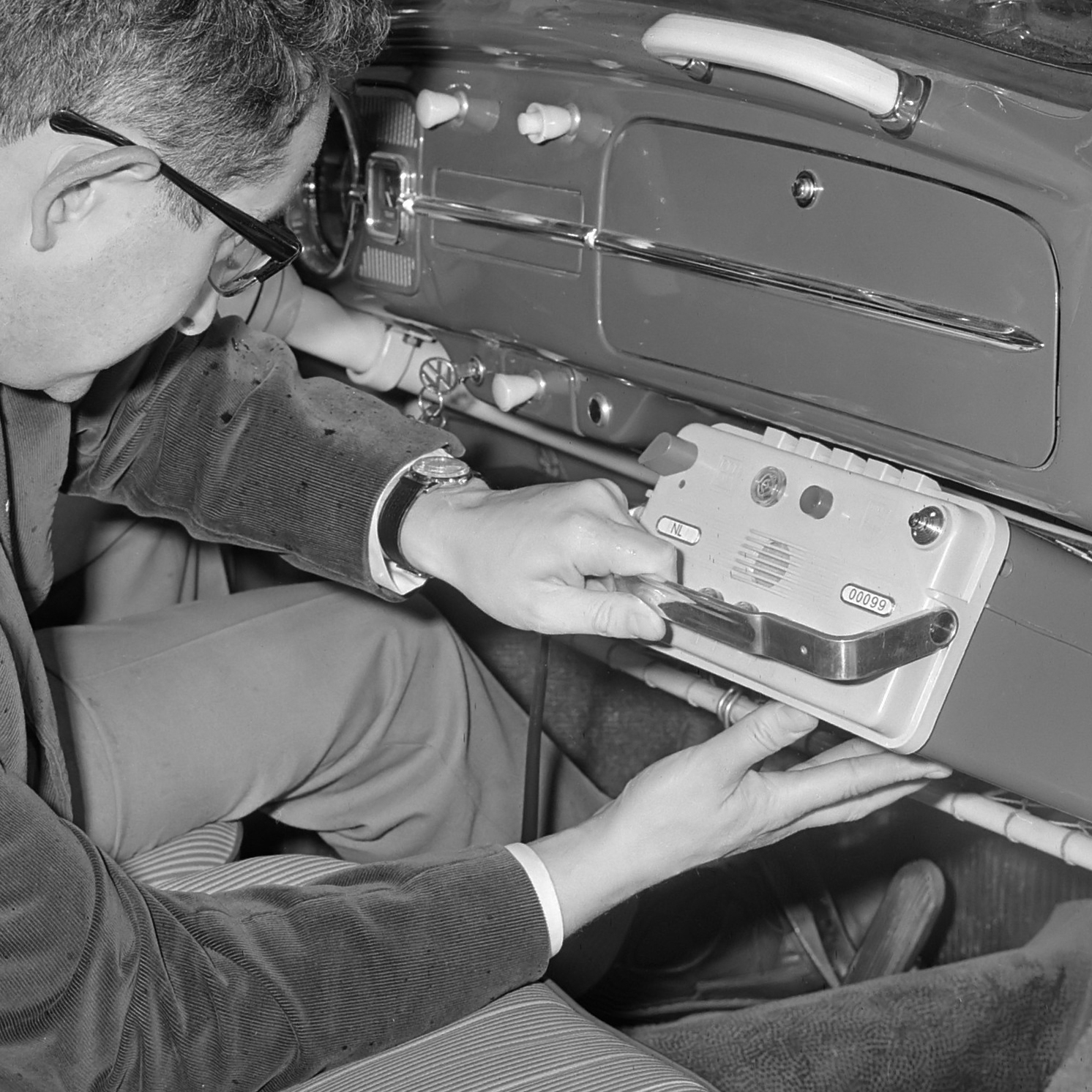
Introductie van de semafoon in Nederland (september 1964)

Het oorspronkelijke semafoonnetwerk van Nederland en België kwam tot stand in de jaren zestig. Het werkte met vier zenders. De semafooncentrale bevond zich in Den Haag en was bereikbaar onder een nummer dat begon met 065 (vanuit België 003165).
Het semafoonnetwerk werkte met vier frequenties (kanalen): 
- 87,15 MHz
- 87,20 MHz
- 87,25 MHz
- 87,30 MHz

Dat is iets onder het FM-bereik en dan ook meestal te ontvangen met een gewone FM-radio. Men hoorde dan een melodietje dat ongeveer 700 ms duurde en steeds werd herhaald. Wie een afstemmeter had kon zien dat de frequentie steeds iets veranderde. Af en toe klonk er een ander melodietje - dan werd er een oproep uitgezonden.
Om storing te vermijden, gebruikten de vier zenders op elk moment steeds verschillende kanalen. Bijvoorbeeld: Lopik zond op een zeker moment uit op kanaal 1, Smilde op kanaal 2 en de Belgische zenders op 3 en 4. Na 700 ms koos elke zender een ander kanaal: Lopik 2, Smilde 3 en de Belgische zenders 4 en 1. Moest er een oproep worden uitgezonden voor een abonnee wiens ontvanger op kanaal 3 werkte, dan werd die oproep door elk van de vier zenders uitgezonden op een moment dat die zender op kanaal 3 uitzond.
De eerste ontvanger was de Escort (zie foto), ter grootte van een koffertje, geïntroduceerd in 1964 bij de start van de dienst. Deze was zwaar en groot en kon met een slede in de auto worden geplaatst. Omstreeks 1972 kwam de Minor, ter grootte van een pocketboek en veel lichter. De eerste jaren was die duurder om te voorkomen dat de Escortgebruikers hun grote semafoon zouden inruilen. In de jaren tachtig van de vorige eeuw werd het semafoonnet gedigitaliseerd en werden de semafoons vervangen door kleine handige ontvangers zoals de Piccolo, ter grootte van een pakje sigaretten.
De eerste twee ontvangers hadden drie signaallampjes, gemarkeerd 1, 2 en 4. Door een of twee lampjes te laten branden en de nummers van de lampjes op te tellen, waren er zes codes mogelijk. De betekenis daarvan was tussen verzender en ontvanger afgesproken.
|          | bericht 1 | bericht 2 | bericht 3 | bericht 4 | bericht 5 | bericht 6 |
| -------- | --------- | --------- | --------- | --------- | --------- | --------- |
| lampje 1 | 💡        | ⚫️        | 💡        | ⚫️        | 💡        | ⚫️        |
| lampje 2 | ⚫️        | 💡        | 💡        | ⚫️        | ⚫️        | 💡        |
| lampje 4 | ⚫️        | ⚫️        | ⚫️        | 💡        | 💡        | 💡        |

Het model Piccolo had een zevensegmentendisplay om een cijfer te tonen.
De Escort en de Minor decodeerden de hoogte van elk toontje. Bij een passende combinatie werd het alarm geactiveerd. De Piccolo werkte al digitaal. Op de radio was soms een soort ratel tussen de piepjes te horen. Door op digitaal te gaan kon men meer nummers uitgeven. De Escort had een handvol zaklantaarnbatterijen nodig, de Minor had een verwisselbare oplaadbare accu waar 5 AA-accu's in zaten. De Piccolo had maar één batterij nodig en werkte daar wekenlang op. Ook had de Piccolo een ingebouwde loopantenne terwijl de Escort en de Minor een uittrekbare staafantenne hadden.

#### Semafoon en gsm
Semafoons werden tot ver in de jaren negentig veel gebruikt, maar zijn in veel gevallen vervangen door mobiele gsm-telefoons die de mogelijkheid boden tot spraak- en tekstberichten.
Als tussenvorm is in Nederland nog enige jaren het Greenhoppernetwerk door KPN geëxploiteerd. Deze toestellen functioneerden als semafoon, maar konden daarnaast in de nabijheid van een Greenpoint of van een basisstation ook als telefoon worden gebruikt. Ook deze techniek is verdwenen ten voordele van de gsm.

#### Tegenwoordig
Semafoons zijn vandaag de dag nog steeds in gebruik. De Nederlandse overheid heeft voor haar hulpdiensten een eigen semafonienetwerk, namelijk P2000. Dit is een landelijk semafoonnet dat speciaal voor overheidsdiensten is opgezet.
Halverwege de jaren negentig was het gebruik van de Buzzer en Maxer populair. De Buzzer was een semafoon zonder abonnement waarmee bereikbaarheid voor het grote publiek beschikbaar werd. De Buzzer was vooral onder jongeren populair. Toen de mobiele telefoon zijn intrede deed verloor de Buzzer aan populariteit. Als gevolg van het op 1 november 2005 sluiten van de semafonienetten Nationaal 1 en Benelux is een deel van de Buzzers en semafoons van weleer niet meer te gebruiken. Dit geldt in het bijzonder voor de semafoons en buzzers met nummers die beginnen met 06-5. 
Van alle semafoon- en Buzzernummers beginnend met 06-5 is de licentie afgelopen. Deze nummers zijn door KPN teruggegeven aan de OPTA.
De Maxer was erg populair omdat deze grootschalig werd gebruikt tijdens grote marketingacties van Pepsi en Free Record Shop.
In België bestond de Scottie, met de reclametagline "Beep me up, Scottie" (naar "Beam me up, Scotty", een catchphrase uit de serie Star Trek).
Eind juni 2006 maakte Belgacom bekend met zijn semafoondiensten te stoppen. Klanten, vooral hulpdiensten, konden vanaf toen gebruikmaken van het recentere TETRA-netwerk A.S.T.R.I.D.
De frequenties van Euromessage (voorheen CallMax) werden eind 2014 overgenomen door The Telecom Company B.V.